# Луна 20
Луна 20 била је једна од летелица у Луна програму које су се успешно спустиле на Месец. Луна 20 била је конкуренција Аполо мисији који су имали 6 успешних спуштања и доношења узорка Месечевог тла на Земљу. У Месечеву орбиту ушла је 21. фебруара 1972. године и истог дана слетела на Месец близу региона названог Море плодности. То је 120 километара даље од места слетања Луне 16 и 1.8 километара од неуспелог слетања Луне 18. 55 грама Месечеве прашине узето је бушењем Месечеве површине. Узорци су подељени са научницима из САДа и Француске и доста су се разликовали од узорака које је покупила Луна 16. Са површине Месеца, Луна 20 се отислуна 22. фебруара носећи узорке у малој капсули која је слетела на територију Совјетског Савеза 25. фебруара 1972.
Луна 20 послата је на Месец да уради оно што Луна 18 није успела. На путу до Месеца била је само једна корекција путање 15. фебруара. Летелица је слетела у 19:19 UT 21. фебруара и налазила се на координатама 3°32' N и 56°33' E. Била је једна од 8 успелих Луниних мисија које су вратиле узорке Месечевог тла на Земљу.